# Sabou Ibébi
Pour les articles homonymes, voir Sabou.
Sabou Ibébi est le nom porté par le grand prêtre de Ptah de Memphis pendant les règnes d'Ounas à la fin de Ve dynastie ainsi que de Téti au début de la VIe dynastie. Il est probablement le fils de Ptahchepsès II qui occupait avant lui la même fonction et qui a eu un fils aîné nommé Sabou qui est mentionné et figuré dans sa tombe.

## Généalogie
D'une épouse restée jusqu'à présent inconnue, il a un fils également nommé Sabou qui pourrait être Sabou Tjéty qui lui succède en tant que grand prêtre de Ptah. Cela confirmerait que la fonction était devenue héréditaire à cette époque, signe déjà sensible lors des règnes précédents. 
Il a un autre fils nommé Ptahchepsès, comme son grand-père. Il occupe la charge de prêtre des pyramides du roi Ounas et de Téti, fonction qu'il hérita de son père.

## Carrière
Charles Maystre dans son étude sur les grands prêtres de Memphis, précise que Sabou est né sous le règne de Niouserrê et avait déjà bien entamé sa carrière religieuse sous le règne de son successeur Menkaouhor.
Il a une vie assez longue si l'on en juge par le nombre de souverains qu'il a servis, accumulant les fonctions et les charges prestigieuses qui feront finalement de lui le plus grand des directeurs des artisans, titre qualifiant la plus haute fonction du clergé memphite de l'époque.
Il porte également le titre de directeur de tous les travaux du roi, ce qui équivaut à celui d'architecte royal, soit le principal maître d'œuvre des chantiers du règne en cours. Cette fonction habituellement dévolue au vizir, démontre l'importance de Sabou à la cour.
Il est également prêtre des pyramides d'Ounas et de Téti. Ces deux monuments royaux sont les deux premières tombes royales à contenir sur les parois du caveau royal les fameux textes des pyramides qui seront  systématiquement reproduits dans les pyramides des rois puis des reines à partir de la VIe dynastie. 
L'ensemble de ces faits concordent pour faire de Sabou l'artisan de cette innovation dans le programme décoratif des pyramides royales.
Le fait qu'il ait servi deux souverains de deux dynasties différentes semble apporter la preuve que la transition entre les deux « familles » royales s'est réalisée sans problèmes majeurs. Les institutions en place et les hommes qui les géraient, dont Sabou était l'un des plus haut placés dans la hiérarchie après le vizir, ne changent pas et assurent en quelque sorte la passation ainsi que la pérennité de la royauté. Sabou tout particulièrement puisqu'en tant que grand pontife de Memphis il a été chargé du couronnement de son maître, fait qu'il relatera dans son tombeau.

## Sépulture
Le mastaba de Sabou a été retrouvé à Saqqarah. De proportion modeste avec près de dix-sept mètres de longueur pour une douzaine de large, Auguste Mariette qui le mit au jour le baptisa le « mastaba double » en raison de la présence de deux chapelles de culte ouvrant sur la façade orientale.
L'une est consacrée à Sabou, l'autre à un autre grand prêtre de Ptah nommé Ptahchepsès IV. L'étude du monument construit en briques crues a révélé  qu'il avait été conçu d'un seul jet et n'a donc pas subi de modifications une fois construit. Cela indique que dès la fondation du mastaba les deux chapelles de culte pour deux personnages de rangs équivalents ont été prévues, dénotant une volonté des deux pontifes de recevoir un culte conjoint à l'instar d'autres dignitaires bien connus qui se sont fait bâtir des mastabas pour eux-mêmes et leurs proches. 
La chapelle de Sabou a livré une stèle fausse porte, décorée en façade de palais, placée au fond d'une niche décorée de reliefs indiquant les règnes sous lesquels il exerça son pontificat ainsi que les propriétés qui lui avaient été attribuées par don royal. Personnalisées sous la forme de porteuses d'offrandes, elles défilent devant lui avec les produits des terroirs qui devaient être éternellement déposés dans sa tombe, tandis qu'au-dessus un autre défilé de femmes chargées de présents symbolise les six nomes dans lesquels se trouvaient ces propriétés. 
Il s'agit là d'une des plus anciennes listes géographiques de l'Égypte antique. Les cartouches d'Ounas et de Téti permettent de situer l'époque à laquelle le mastaba a été décoré et nous précisent les règnes sous lesquels Sabou a exercé son pontificat.
Cette niche a été extraite du site et est exposée aujourd'hui au musée du Caire.